# Xia Fa
Fa was volgens de traditionele Chinese historiografie de zestiende heerser van de Xia-dynastie. Hij komt in de traditionele bronnen ook voor onder de naam 'Fahui' of 'Houjing'. Hij was de zoon van Gao, de vijftiende heerser van de dynastie. Volgens de Bamboe-annalen regeerde hij 7 jaar. Hij werd opgevolgd door zijn zoon Jie, de laatste koning van de Xia-dynastie.
De vroegste aardbeving ooit opgetekend vond plaats op Mount Tai in het huidige Shandong, tijdens zijn heerschappij. Deze Mount-Tai-aardbeving wordt gedateerd op 1831 voor Christus.